# Lougres
Lougres település Franciaországban, Doubs megyében. Lakosainak száma 725 fő (2022. január 1.). Lougres Sainte-Marie, Montenois, Colombier-Fontaine és Étouvans községekkel határos.

## Népesség
A település népességének változása:
| Lakosok száma | 621  | 733  | 722  | 738  | 784  | 774  | 765  | 736  | 730  | 725  |
|               | 1968 | 1982 | 1990 | 2006 | 2013 | 2015 | 2017 | 2019 | 2020 | 2022 |